# Wasilij Ponomariow
Wasilij Siergiejewicz Ponomariow, ros. Василий Сергеевич Пономарёв (ur. w 1907 r., zm. w 1978 r. w Marburgu) – radziecki archeolog i muzealnik, pierwszy burmistrz okupowanego Wielkiego Nowogrodu podczas II wojny światowej, emigracyjny wykładowca akademicki
W 1929 ukończył studia na uniwersytecie w Leningradzie. Pracował jako pracownik naukowy państwowego muzeum w Wlk. Nowogrodzie. W 1932 r. został aresztowany w tzw. "sprawie muzealnej" i skazany na karę 5 lat więzienia. Po zajęciu przez wojska niemieckie Wlk. Nowogrodu w sierpniu 1941 r., przez 2 miesiące sprawował funkcję burmistrza miasta. Następnie powrócił do swojej pracy w muzeum. W 1943 r. pod zwierchnictwem niemieckim kierował wykopaliskami archeologicznymi kurhanów w rejonie Wlk. Nowogrodu. W styczniu 1944 r., podczas wycofywania się Niemców z miasta, uratował od zniszczenia bezcenną kolekcję dawnych ikon z Wlk. Nowogrodu i Pskowa, ewakuując ją do Rzeszy. Następnie ochraniał je do czasu przybycia wojsk alianckich. Po zakończeniu wojny zamieszkał w zachodnich Niemczech. Wykładał na uniwersytecie w Marburgu. Zajmował się katalogowaniem wywiezionych z okupowanych ziem ZSRR przedmiotów historycznych. Napisał też swoje wspomnienia z czasów wojny. Do końca lat 50. w ZSRR nic nie było wiadomo o jego losach (był uważany za zagionego), dopóki na międzynarodowym kongresie historycznym w Rzymie w 1960 r. nie został rozpoznany przez sowieckiego historyka i kolegę ze studiów A. W. Arcichowskiego.